# Вакаи, Хадзимэ
Хадзимэ Вакаи (яп. 若井淑 Вакаи Хадзимэ) — японский композитор музыки к видеоиграм, самой известной работой которого является саундтрек к серии Star Fox 64.

## Значимые работы
- Star Fox 64 (с Кодзи Кондо)
- F-Zero X (с Таро Бандо)
- Pokémon Stadium (с композиторами Кэнта Нагата и Тору Минэгиси)
- Pokemon Stadium 2
- Pikmin
- The Legend of Zelda: The Wind Waker (с Кэнта Нагатой, Тору Минэгиси и Кодзи Кондо)
- Pikmin 2
- The Legend of Zelda: Four Swords
- Nintendogs
- New Super Mario Bros. (с Асукой Ота)
- Star Fox Command
- Super Smash Bros. Brawl
- Big Brain Academy (с Рё Нагамацу)